# Per Ulander
Per Ulander, född 3 augusti 1808 i Östra Stenby socken, Östergötlands län, död 8 juni 1876 i Herrestads landskommun, Östergötlands län, var en svensk präst i Herrestads församling och Tuna församling.

## Biografi
Per Ulander föddes 3 augusti 1808 på Ulfstorp i Östra Stenby socken. Han var son till bonden Jonas Persson och Ingeborg Månsdotter. Ulander studerade i Söderköping och Linköping. Han blev vårterminen 1831 student vid Uppsala universitet, Uppsala och prästvigdes 14 augusti 1834 i Jacobs kyrka, Stockholm. Ulander tog 25 april 1846 pastoralexamen och blev 1 mars 1847 kyrkoherde i Tuna församling, Tuna pastorat, tillträde 1849. Han blev 6 mars 1871 kyrkoherde i Herrestads församling, Herrestads pastorat och tillträde 1872. Ulander avled 8 juni 1876 i Herrestads landskommun.
En minnesmärke över Ulander i mörk granit reste på han gravvård. Ett porträtt av Ulander hänger i Tuna kyrkas sakristia.

### Familj
Ulander gifte sig 4 juni 1847 med Kerstin Amalia Charlotta Sahlström (1822–1899). Hon var dotter till vice kronofogden Carl Petersson Sahlström och Hedda Wilhelmina Hertzman. De fick tillsammans barnen Nils Wilhelm (född 1848), Nanna Wilhelmina (född 1850), Ingeborg Christina (född 1852), Per Jonas (född 1855), Martin Theodor (född 1857), Johannes och David (1862–1908).